# Phidippus regius
La araña saltadora regia (Phidippus regius) es una especie de araña saltadora araneomorfa de la familia de los saltícidos. Su distribución comprende en América Central en Bahamas, Cuba, Dominicana, Haití, Jamaica. En América del Norte se distribuye en los Estados Unidos en: Alabama, Florida, Georgia, Misisipi, Carolina del Norte, Carolina del Sur, y Virginia. También en las Indias Occidentales, e introducida en la Isla de Pascua.

## Descripción
Es la araña saltadora más grande de América del Norte. Mide en promedio de 13  a 20 milímetros en su estado adulto, siendo la hembra más grande que el macho. Los dos sexos se diferencian en su apariencia, ya que solo la hembra posee color anaranjado, los machos son mayoritariamente blancos o negros. Los machos tienen franjas que se alternan entre blancas y negras en el primer par de patas; en el dorso del abdomen poseen una banda blanca basal, una mancha blanca triangular en el centro, y un par de manchas blancas ovales posterior. Sus quelíceros son alargados e iridiscentes (verde-azul-violeta). Las hembras poseen cuatro mechones de pelos en la región de los ojos dorsales; los machos carecen de estos mechones.

## Hábitat
Prefieren las áreas abiertas, donde deambula por el follaje de las plantas buscando presas. No suele entrar a las casas.

## Comportamiento
Tiene la habilidad característica de poder saltar hasta cincuenta veces la medida de su cuerpo, esto a pesar de prácticamente no tener músculos en las piernas, lo que además de usar para cazar, utiliza en el cortejo dando grandes saltos si la hembra se aproxima muy rápido. Los palpos de los machos, no los de las hembras, son a menudo grandes y vistosos, y los emplean durante el cortejo, las patas anteriores son más grandes para sujetar a la presa cuando caen sobre ella.
Además, posee una visión raramente común entre las arañas ya que posee ocho ojos que utiliza al saltar sobre su presa, cuatro de ellos miran hacia el frente y miden la distancia para no fallar el salto. Posee también cuatro ojos laterales que le proveen una visión en trescientos sesenta grados lo que le permite mantener a la presa en el campo visual. Utilizan su telaraña solamente para formar capullos y protegerse.
Se alimentan de una amplia variedad artrópodos. Las arañas inmaduras más pequeñas se alimentan en gran medida de dípteros, mientras que los juveniles y los adultos se alimentan de grandes ortópteros y hemipteros, y lepidópteros tanto larvas como adultos. Se encontró a un macho alimentándose de un adulto de Diaprepes abbreviatus.

## Reproducción
La visión toma un importante papel en la reproducción, en la cual el macho mediante distintos movimientos le muestra a la hembra sus intenciones, la cual observa atentamente. Una vez que la hembra está madura sexualmente, un macho de cohabitación la fecunda. Las hembras hacen nidos gruesos de seda bajo la corteza de varios árboles, sobre todo roble y pino, en el que ponen sus huevos.